# Aratus pisonii
Aratus pisonii är en kräftdjursart som först beskrevs av H. Milne Edwards 1837.  Aratus pisonii ingår i släktet Aratus och familjen Sesarmidae. Inga underarter finns listade i Catalogue of Life.

## Bildgalleri

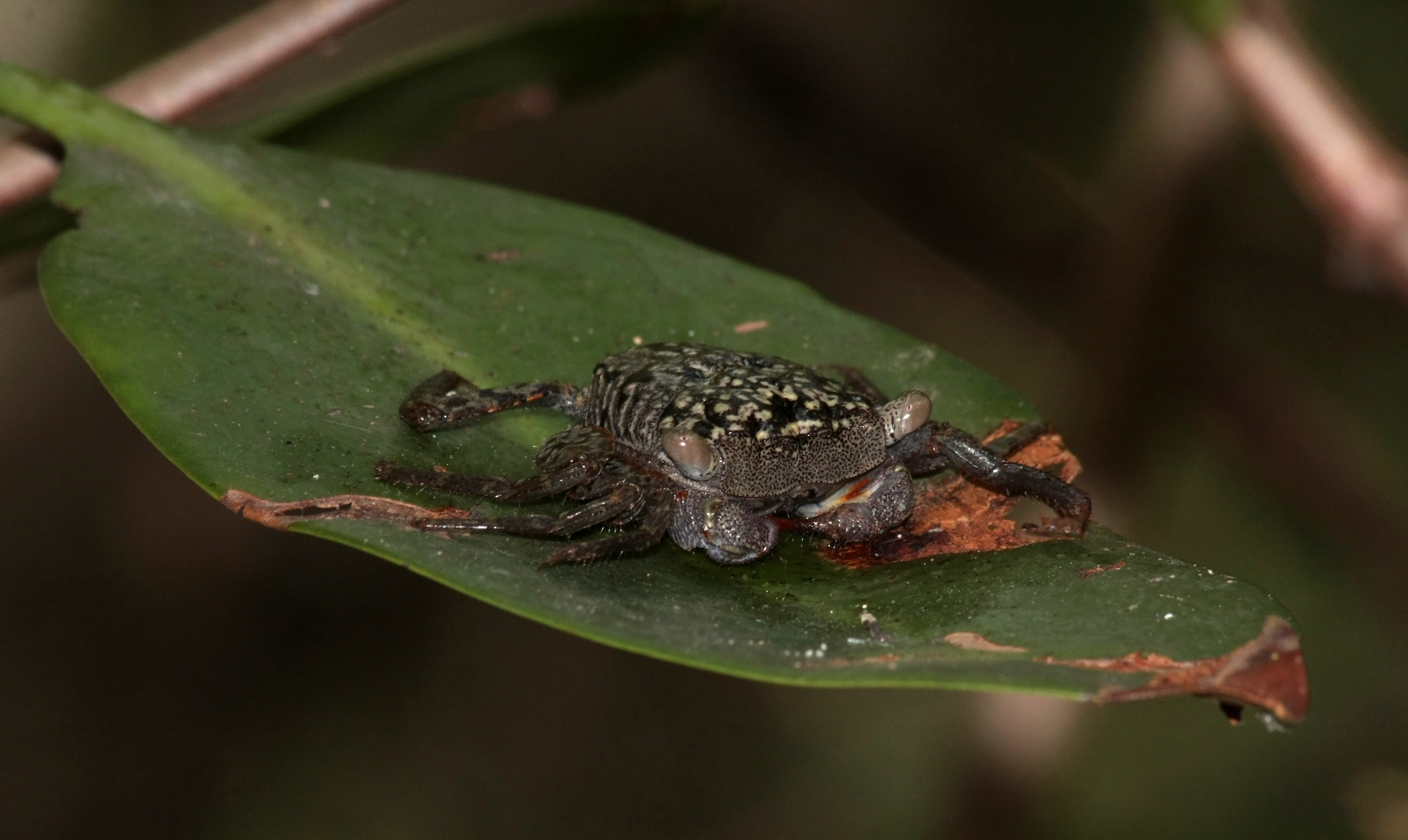
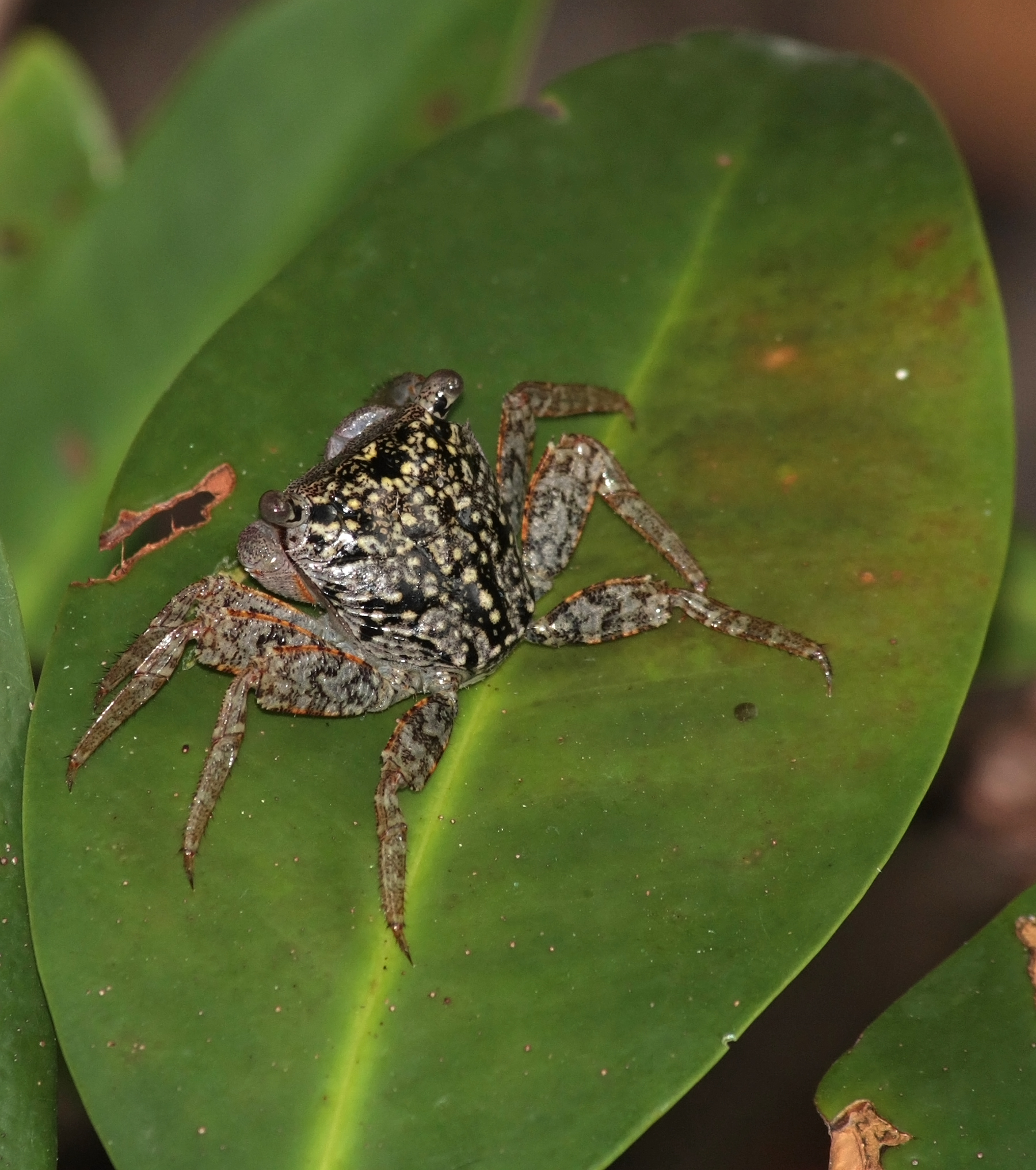